# Боснийско-дубровницкая война (1403—1404)
Боснийско-дубровницкая война (1403—1404) — конфликт между Боснийским королевством и Дубровницкой республикой, начавшийся в 1403 году. В 1403 году Степан Остоя встал на сторону Неаполитанского короля Владислава в его походах против венгерского короля Сигизмунда, сеньора Боснии.
Радич Санкович решил атаковать Дубровник, однако Сандал Косач захватил его и держал Радича в тюрьме до самой своей смерти в 1404 году. Среди павших дворян также были Вукосав Николич и герцог Слано.
Дубровницкая армия подожгла несколько городов, так что боснийской армии пришлось отступить.